# 피아노를 치는 마네 부인
《피아노를 치는 마네 부인》(프랑스어: Madame Manet au piano, 영어: Madame Manet at the Piano)은 에두아르 마네가 1867~1868년에 그린 유화이다. 이 작품은 마네의 아내 쉬잔 마네(혼인 전 이름은 쉬잔 린호프이다.)가 피아노를 연주하고 있는 모습이 그려져 있으며 현재 파리의 오르세 미술관에 소장되어 있다. 피아니스트였던 쉬잔은 마네의 친구이자 시인인 보들레르의 생애 마지막에 바그너의 곡을 연주하며 피아노에 대한 재능을 드러냈다.
1849년에 마네의 아버지는 쉬잔 린호프를 아들들의 피아노 교사로 고용했다. 그녀는 슈만과 리하르트 바그너의 곡을 완벽하게 이해하며 연주할 만큼 뛰어난 실력자였다. 린호프와 마네는 연인으로 발전했고 결국 1863년에 결혼하게 되었다. 마네의 친구이자 시인 샤를 보들레르가 1866년에 뇌졸중을 앓고 파리 병원에 입원했을 때, 마네와 쉬잔은 병원을 자주 방문했으며 쉬잔은 보들레르에게 바그너의 곡을 연주해주며 위로했다.

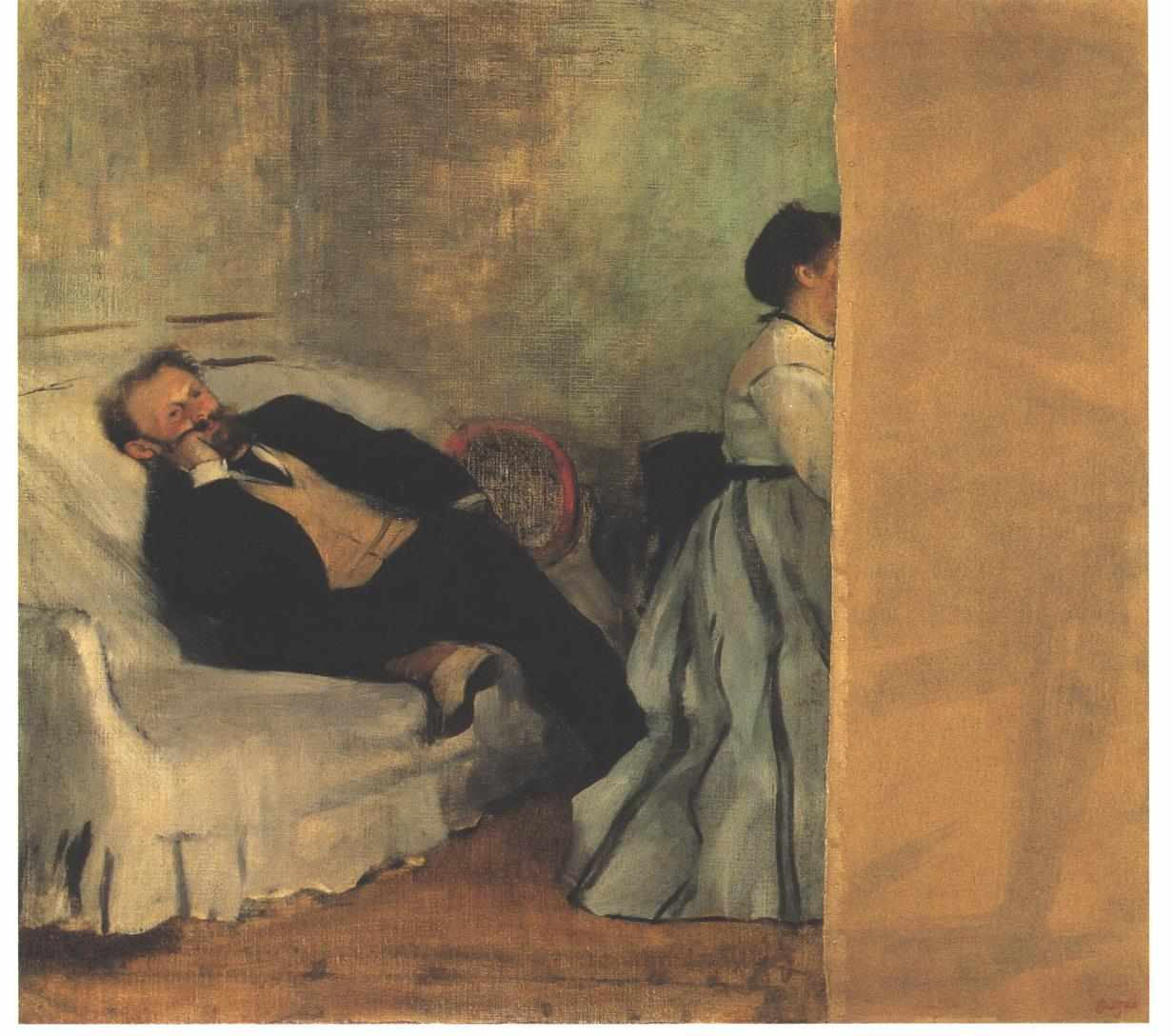
《마네 부부》, 에드가 드가, 1868년에서 1869년 사이

1868년, 에드가 드가는 피아노 앞에 앉아 연주하고 있는 것으로 보이는 쉬잔과 소파에 기대 앉아 그녀의 연주를 듣고 있는 마네의 모습을 그림에 담았다. 드가는 이 캔버스를 마네에게 선물로 주었으나 마네는 아내가 묘사된 방식이 마음에 들지 않아 캔버스의 일부를 잘라냈다. 그리고 마네는 자신의 버전으로 다시 그림을 그렸으며 그 그림이 바로 이 《피아노를 치는 마네 부인》이다. 작품 속 쉬잔 마네는 검은색 드레스를 입고 앉아 피아노를 연주하고 있다. 마네는 상대적으로 높은 시점으로 그림을 그려 그녀의 손이 선명하게 보이도록 했으며 오른쪽 상단 모서리의 거울 속에 시계와 촛대 한 쌍 등 작은 정물화를 보이도록 하여, 평평한 배경에 입체감과 생동감을 더해줬다.